# Marine israélienne
La marine israélienne (Hébreu : חיל הים הישראלי) est la branche maritime de Tsahal. La marine n'est pas un service distinct. Officiellement connue comme le Corps de la mer de Tsahal (Tzva Hagana L'Yisrael Heyl Ha'Yam), la marine jouit cependant d'une certaine autonomie au sein des forces israéliennes, ce que suggère l'appellation officielle. Elle opère principalement en mer Méditerranée et en mer Rouge.
Ses bases principales sont Haifa, Atlit, Ashdod et Eilat.

## Historique
Les origines de la marine israélienne remontent à la Seconde Guerre mondiale, lorsque la Haganah (l’armée juive clandestine créée dans les années 1920) commence à construire l'embryon d'une force navale destinée surtout à affréter des navires et accueillir les nouveaux immigrants.
En décembre 1947, le Palyam devient officiellement la branche navale de la Haganah. Son rôle premier est d’assurer le transport clandestin d’armes, de matériel, d’immigrants. Dans le même temps, le Palyam, sur instruction de David Ben Gourion, recherche par tous les moyens la possibilité d’acquérir des navires. Le premier navire fut un ancien brise-glaces américain qui aussitôt arrivé dans le port d’Haifa est équipé de deux canons de 20 mm et de plusieurs mitrailleuses. Ce navire fut baptisé Eilat.
Le 14 mai 1948, David Ben Gourion annonce la création de Tsahal (l'armée israélienne) et de la composante marine la Heyl Ha' Yam .
Si après la guerre israélo-arabe de 1948-1949, l’armée de terre et l’armée de l’air israélienne en profitent pour se réarmer, la marine doit gérer un budget infinitésimal et doit se contenter de l’acquisition de trois vedettes lance-torpilles achetées en Italie. Ces trois vedettes sont basées à Eilat et seront le fer de lance de la bataille du détroit de Tiran. La marine attend 1955 pour que le Royaume-Uni accepte enfin de livrer deux anciens destroyers de type Z, le HMS Zealous (en) et le Zodiaz rebaptisés Eilat et Jaffa. Le Royaume-Uni avait également livré deux destroyers du même type à la marine égyptienne au nom de l'équilibre des forces.
Il faut attendre la guerre des Six Jours, et la nomination de l'amiral Abraham Boster pour que le statut (financier) de la marine change.

### Guerre du Kippour
Le 6 octobre 1973, les armées égyptiennes et syriennes attaquent par surprise les forces terrestres israéliennes. L'armée de l'air subit de lourdes pertes dues aux SAM-6. Sur la mer, c'est la marine israélienne qui cette fois prend l'initiative d'attaquer les forces navales égyptiennes et syriennes. La guerre du Kippour a prouvé la supériorité navale israélienne : Tsahal a neutralisé la marine syrienne lors de la bataille de Lattaquié puis égyptienne lors de la bataille de Damiette.
Après la guerre, un processus de réarmemnent se met en place, grâce à l'acquisition de trois sous-marins de la classe Gal, remplacés depuis 1999 par la classe Dolphin, et le lancement des programmes Sa'ar 4 et 4.5 et surtout la mise en service de corvettes de la Classe Sa'ar V.

## Mission
Le rôle de la marine israélienne est de protéger le littoral et les eaux territoriales israéliennes et d'intercepter des groupes de guérillas tentant de s'infiltrer en territoire israélien depuis la mer. À cette fin, la marine effectue des patrouilles régulières à la fois dans les eaux territoriales et aussi à plus de 100 km du rivage. Depuis la mise en service des sous-marins Gal et Dolphin et des corvettes de la classe Sa'ar V, les patrouilles s’effectuent de plus en plus loin.

### Commando de Marine
La marine dispose d’une unité de commando de marine, basée à Atlit, d’environ trois cents hommes. Cette unité, Shayetet 13 ou S-13, est l’équivalent des Special Boat Services britanniques. Elle est l'une des unités la plus décorées de l’armée israélienne. Son rôle couvre les opérations spéciales, maritimes ou autres, la lutte anti terroristes, et elle intervient lors de prise d’otages. Les nouvelles recrues font également un stage avec les Navy Seals américains. Tous les membres de cette unité sont formés à la guérilla, les raids maritimes, terrestres ou aériens, et sont tous brevetés parachutistes.

## Flotte
[Quand ?]

### Corvettes

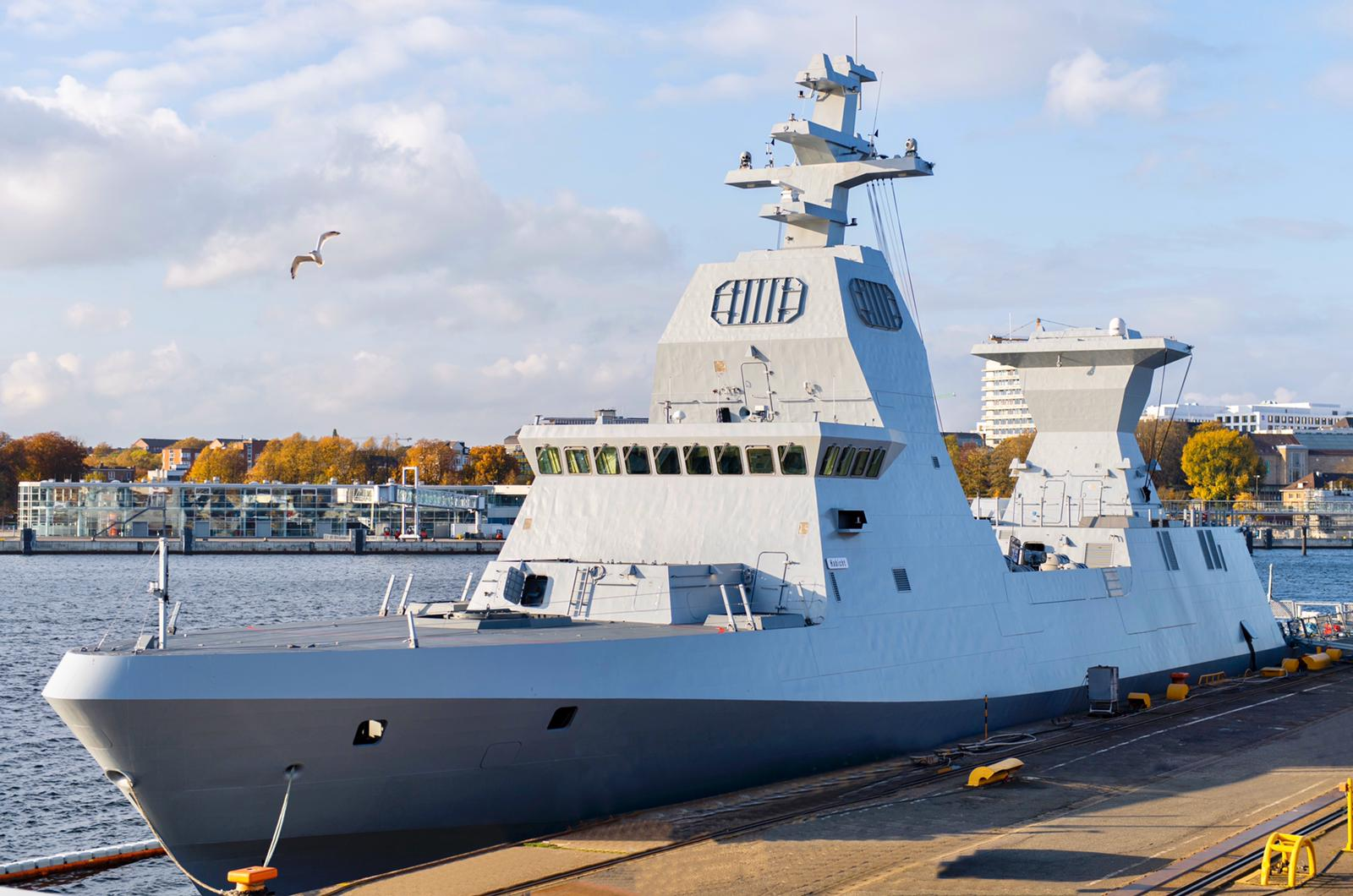
Corvette INS Magen.

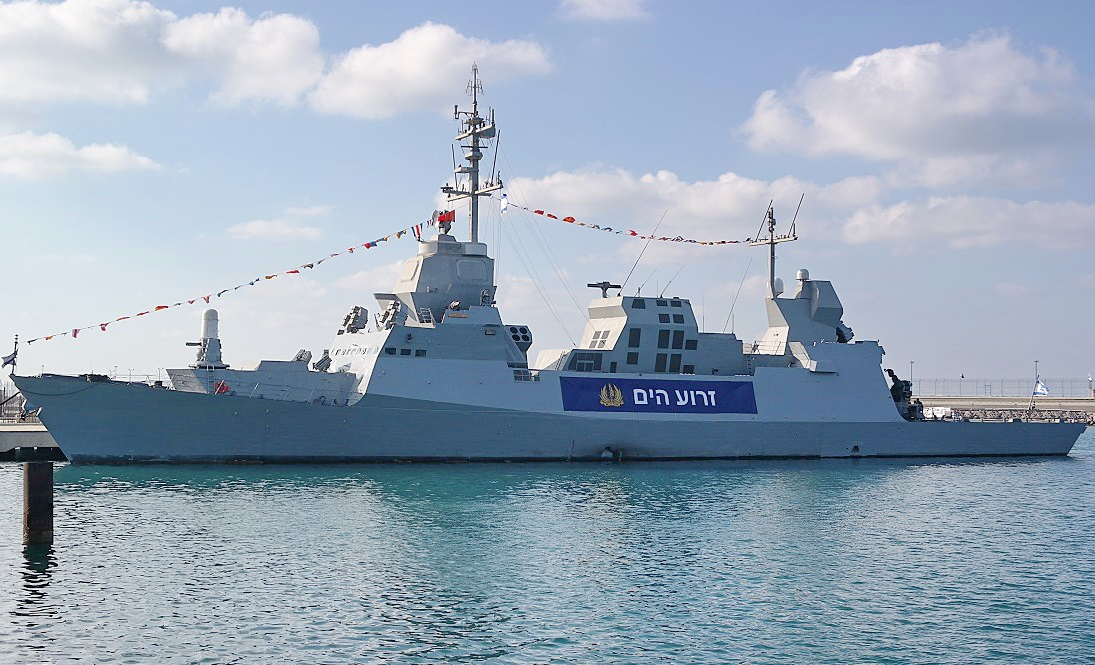
Corvette INS Lahav.

Classe Sa'ar VI :
- INS Atzmaut

Classe Sa'ar V :
- INS Eilat (1994)
- INS Lahav (1994)
- INS Hanit (1995)

Classe Sa'ar 4.5:
- INS Romah (1981)
- INS Keshet (1982)
- INS Hetz (1991)
- INS Kidon (1995)[2]
- INS Tarshish (1995)
- INS Yaffo (1998)[2]
- INS Herev (2002)
- INS Sufa (2003)

### Patrouilleurs
Classe Sa'ar IV:
- INS Nitzachon (1978)

### Vedettes rapides
Classe Dabur:
- INS ?
- INS ?
- INS ?
- INS ?
- INS ?
- INS ?
- INS ?
- INS ?
- INS ?
- INS ?
- INS ?
- INS ?
- INS ?
- INS ?
- INS ?

Classe Dvora:
- INS ? (811)
- INS ? (812)
- INS ? (813)
- INS ? (814)
- INS ? (815)
- INS ? (816)
- INS ? (817)
- INS ? (818)
- INS ? (819)

Classe Super Dvora Mark II:
- INS ? (820)
- INS ? (821)
- INS ? (822)
- INS ? (823)

Classe Super Dvora Mk III
Classe Shaldag
Classe Nachshol:
- INS ?
- INS ?

### Auxiliaires
- INS Keshet
- INS Nir
- INS Nahariya

### Sous-marins classiques
Classe Dolphin:
- INS Dolphin (1999)[5]
- INS Livyathan (1999)[5]
- INS Tekumah (2000)[6]
- INS Tanin (2012)[7]
- INS Rahav (2015)[7]
- INS Drakone (2017)[7]

Le 25 août 2006, Israël signe un contrat de 1,3 milliard de dollars avec TKMS afin d'acquérir 2 Dolphin supplémentaires financés à un tiers par l'Allemagne. En novembre 2008, l'achat possible par l'Égypte de deux sous-marins anaérobies auprès du même fournisseur inquiète apparemment Israël mais il est possible d'y voir une tentative de profiter du changement de gouvernement à Washington pour tenter d’obtenir le blocage de la vente, probablement en refusant la licence d’exportation puisque les sous-marins allemands comportent des équipements de conception américaine, dont l’exportation est soumise à l’accord du Congrès.

## Incident
Des sites électroniques et certains médias algériens ont relayé une information selon laquelle en 27 septembre 2021, lors de la préparation de l’exercice Radaa 2021 (Dissuasion) par la marine algérienne, un sous-marin israélien de classe Dolphin a été repéré puis pourchassé par la marine algérienne et obligé à faire surface dans les eaux internationales et quitter la zone. Le Dolphin a été détecté par les moyens acoustiques d’un sous-marin Kilo algérien. Le ministère de la Défense nationale algérien a démenti, le 2 octobre 2021, dans un communiqué officiel, cette information.

## Commandement
| Portrait                        | Identité                            | Période           | Période           | Durée                      |
| Portrait                        | Identité                            | Début             | Fin               | Durée                      |
| ------------------------------- | ----------------------------------- | ----------------- | ----------------- | -------------------------- |
| Ram Rothberg                    | Ram Rothberg (né en 1964)           | 10 octobre 2011   | 27 septembre 2016 | 4 ans, 11 mois et 17 jours |
| Eli Sharvit                     | Eli Sharvit (né en 1966)            | 27 septembre 2016 | 2 septembre 2021  | 4 ans, 11 mois et 6 jours  |
| David Saar Salama, 3 juin 2019. | David Saar Salama (en) (né en 1969) | 2 septembre 2021  | En cours          | 3 ans, 11 mois et 1 jour   |